# Temporada da NFL de 1933
A temporada de 1933 da NFL foi a 14ª temporada regular da National Football League. Por causa do sucesso do jogo de Playoff de 1933, a liga dividiu suas equipes em duas divisões pela primeira vez, com os vencedores de cada divisão se classificando para um jogo de campeonato para determinar o campeão de NFL. Três novas equipes também se juntaram à liga: os Pittsburgh Pirates, os Philadelphia Eagles e os Cincinnati Reds. Além disso, o Boston Braves mudou seu nome para o Boston Redskins e Staten Island Stapletons deixou a liga.
A temporada terminou quando os Chicago Bears derrotaram os New York Giants no primeiro jogo do campeonato da NFL.

## Principais alterações nas regras
Devido ao sucesso do jogo de Playoff de 1932, a liga parou de usar as regras exatas do futebol universitário e começou a desenvolver suas próprias revisões:
- O passe para frente é legal em qualquer lugar atrás da linha de scrimmage. Anteriormente, o transeunte tinha que estar pelo menos a cinco jardas da linha de scrimmage. Esta mudança é referida como a "Regra de Bronco Nagurski" após seu touchdown controverso no jogo de Playoff de 1932.
- Hashmarks ou linhas inbounds são marcas adicionadas ao campo 10 jardas dentro de cada linha lateral. Todas as jogadas começam com a bola sobre ou entre as marcas de hash.
- Para aumentar o número de golos de campo e diminuir o número de jogos de empate, os postos de meta são movidos das linhas de final na parte de trás das zonas de fim para as linhas de meta.
- Touchback acontece quando um punt atinge as posições de gol do adversário antes de ser tocado por um jogador de qualquer equipe.
- Safety acontece se uma bola que é chutada atrás da linha de gol atinge os postes de gol, e rola de volta para fora da zona final ou é recuperada pela equipe chutando.

## Classificação final
Assim terminou a classificação final da National Football League em 1933:
J = Total de Jogos, V = Vitórias, D = Derrotas, E = Empates, PCT= Porcentagem de vitória, PF= Pontos a favor, PA = Pontos contra

Nota:A NFL não contava oficialmente jogos de empate na classificação até 1972 
| Eastern Division    |    |    |   |   |      |     |     |
| Team                | P  | W  | L | T | PCT  | PF  | PA  |
| New York Giants     | 14 | 11 | 3 | 0 | .786 | 244 | 101 |
| Brooklyn Dodgers    | 10 | 5  | 4 | 1 | .556 | 93  | 54  |
| Boston Redskins     | 12 | 5  | 5 | 2 | .500 | 103 | 97  |
| Philadelphia Eagles | 9  | 3  | 5 | 1 | .375 | 77  | 158 |
| Pittsburgh Pirates  | 11 | 3  | 6 | 2 | .333 | 67  | 208 |

| Western Division    |    |    |   |   |      |     |     |
| Team                | P  | W  | L | T | PCT  | PF  | PA  |
| Chicago Bears       | 13 | 10 | 2 | 1 | .833 | 133 | 82  |
| Portsmouth Spartans | 11 | 6  | 5 | 0 | .545 | 128 | 87  |
| Green Bay Packers   | 13 | 5  | 7 | 1 | .417 | 170 | 107 |
| Cincinnati Reds     | 10 | 3  | 6 | 1 | .333 | 38  | 110 |
| Chicago Cardinals   | 11 | 1  | 9 | 1 | .100 | 52  | 101 |

## NFL Championship (jogo do título)
- Chicago Bears 23, New York Giants, em Wrigley Field, Chicago, 17 de Dezembro de 1933.

## Líderes em estatística da Liga
| Estatística | Nome         | Time       | Jardas |
| ----------- | ------------ | ---------- | ------ |
| Passe       | Harry Newman | New York   | 973    |
| Corrida     | Jim Musick   | Boston     | 809    |
| Recebendo   | Paul Moss    | Pittsburgh | 283    |